# Улица Сергея Капицы
У́лица Серге́я Капи́цы — улица в Гагаринском районе Москвы.

## Название
Названа в честь доктора физико-математических наук, профессора, популяризатора науки и многолетнего ведущего научно-популярной телепередачи «Очевидное — невероятное» Сергея Петровича Капицы.

## История
Улица получила название в 2014 году. До этого она не имела названия.

## Расположение
Улица находится в Гагаринском районе Москвы. Она имеет длину 650 метров и расположена среди других улиц, названных именами известных советских и российских учёных. Проходит мимо здания Президиума РАН и смотровой площадки и ведёт к большому дому на Воробьёвых горах, построенному для академиков. Улица идёт от улицы Косыгина до Ездакова переулка.